# Кметовце
Кметовце (алб. Kmetoc или Kmetoci) је насеље у општини Гњилане на Косову и Метохији. Насеље је након 1999. године познато и као Плакај (алб. Plakaj). Атар насеља се налази на територији катастарске општине Кметовце површине 601 ha. Под истим именом Кметовце се помиње још од средњег века, од 1437. године. У близини насеља стоје остаци некадашњег манастира који је подигнут у време српског цара Стефана Душана. Манастирска црква је најпре била посвећена Св. Димитрију, а касније Св. Варвари. Црква је страдала после Косовске битке 1389. године, а до темеља је порушена у 18. веку. После тог рушења тесаници из њених зидова су употребљени за грађење мостова на двема оближњим речицама. На остацима зидова у једном делу храма делом су очуване фреске које су биле живописане у шестој деценији 14. века. Остаци цркве Св. Варваре су делимично конзервирани шездесетих година 20. века. У непосредној близини манастира стоје остаци старог српског села, које је напуштено у 18. веку, као и још старијег гробља.

## Порекло становништва по родовима
Подаци из 1929. године)
Српски родови:
- Лимонци (9 k., св. Никола); досељени из Качаника око 1830. године после Арбанаса.
- Коцићи (9 K., св. Јован Крститељ);живе на подручију целог Косова и Метохије
- Ивковићи (2 k., св. Арханђео). Старином из Ранатовца, одакле су од Арбанаса побегли у Сапар. Ту им Арбанаси из Доњег Кусца отму девојку, али их Арбанаси Беришани из Кметовца узму у заштиту и приме за слуге у свом селу.
- Стошићи (6 k., св. Никола); досељени из Ораовице у околини Прешева после Ивковића.
- Тотићи (4 k., св. Никола). Старином из околине Вучитрна, живели у околини Бујановца у Турје, затим прешли у Билинце и најзад се у Кметовцу настанили око 1850. године.
- Стојчовићи (11 k., св. Никола). Старином из Доњег Ропотова, пресељени из Панчела од истоименог рода на купљено имање после Тотића.
- Мунићи (2 k., св. Ђорђе); досељени из Панчела од истоименог рода око 1880. године, старином су из Сиринићке Жупе.
- Дезићи (1 k., св. Мина); досељен после Мунића од истоименог рода из Горњег Кормињана. Старина им је у Ранилугу.

## Демографија
Насеље има албанску етничку већину.
Број становника на пописима:
- попис становништва 1948. године: 525
- попис становништва 1953. године: 637
- попис становништва 1961. године: 770
- попис становништва 1971. године: 919
- попис становништва 1981. године: 982
- попис становништва 1991. године: 1.030